# Chiesa di San Luigi (Vichy)
La chiesa di San Luigi si trova a Vichy, nel dipartimento dell'Allier. Principale edificio cattolico della città, fu eretta grazie al finanziamento disposto da Napoleone III e fu aperta al culto nel 1865. Nel 1940, con la nascita della Repubblica di Vichy, fu detta «cattedrale di Vichy».

## Ubicazione
La chiesa è sita nel centro della città di Vichy, alla fine della Clemenceau, la principale via commerciale della città, sulla quale si apre il suo sagrato. Essa è circondata ai lati dalle rue Sainte-Cécile (ove si trova il presbiterio) e rue Sainte-Barbe e al fondo dall'avenue du Président-Doumer.

## Storia
Il 4 luglio 1861 Napoleone III giunse a Vichy per la sua prima cura. La domenica 7, si recò alla messa presso la piccola chiesa di San Biagio ove il parroco, Louis Dupeyrat, gli chiese un «tempio degno di Dio». Qualche settimana dopo un decreto imperiale datato 27 luglio 1861 dispose la costruzione di una nuova chiesa, di un presbiterio e di un nuovo Hôtel de ville.
La prima pietra fu posta il 21 dicembre 1862 dal sindaco della città, Norbert Leroy, e l'architetto Jean Lefaure, architetto di stato, su un terreno libero alla fine della principale via commerciale della città, allora rue de Nimes (oggi rue Clemenceau). Fu aperta al culto sotto il nome di San Luigi il 2 luglio 1865 da mons. Pierre-Simon de Dreux-Brézé, vescovo di Moulins, assente l'imperatore che quell'anno non era venuto a Vichy ma aveva chiesto che: «si apra senza ritardo l'edificio al culto». Fu scelta la dedicazione a san Luigi poiché Luigi era il nome di battesimo dell'imperatore, di suo padre, Luigi Bonaparte e di suo figlio, il principe imperiale Napoleone Eugenio Luigi Bonaparte.
Le nuove vetrate del coro rappresentano il Cristo e gli otto santi della famiglia imperiale: Napoleone, Eugenio, Luigi, Giovanni e Giuseppe,, Carlo (nome del fondatore della dinastia, padre di Napoleone I), Ortensia ed Eugenio (nomi della madre e della sposa di Napoleone III). Il viso di san Napoleone rappresenta quello di Napoleone I.
Le vetrate sono di Antoine Lusson figlio, che aveva rinnovato quelle della Sainte-Chapelle. L'interno dell'edificio è interamente dipinto da Anatole Dauvergne in stile bizantino.
Nell'ultimo suo soggiorno a Vichy nel 1866, l'imperatore scoprì la chiesa assistendo alle messe del 29 luglio con numerosi dignitari e del 5 agosto con il principe imperiale. Nel 1868 Vichy fu divisa in due parrocchie: san Luigi e san Biagio.

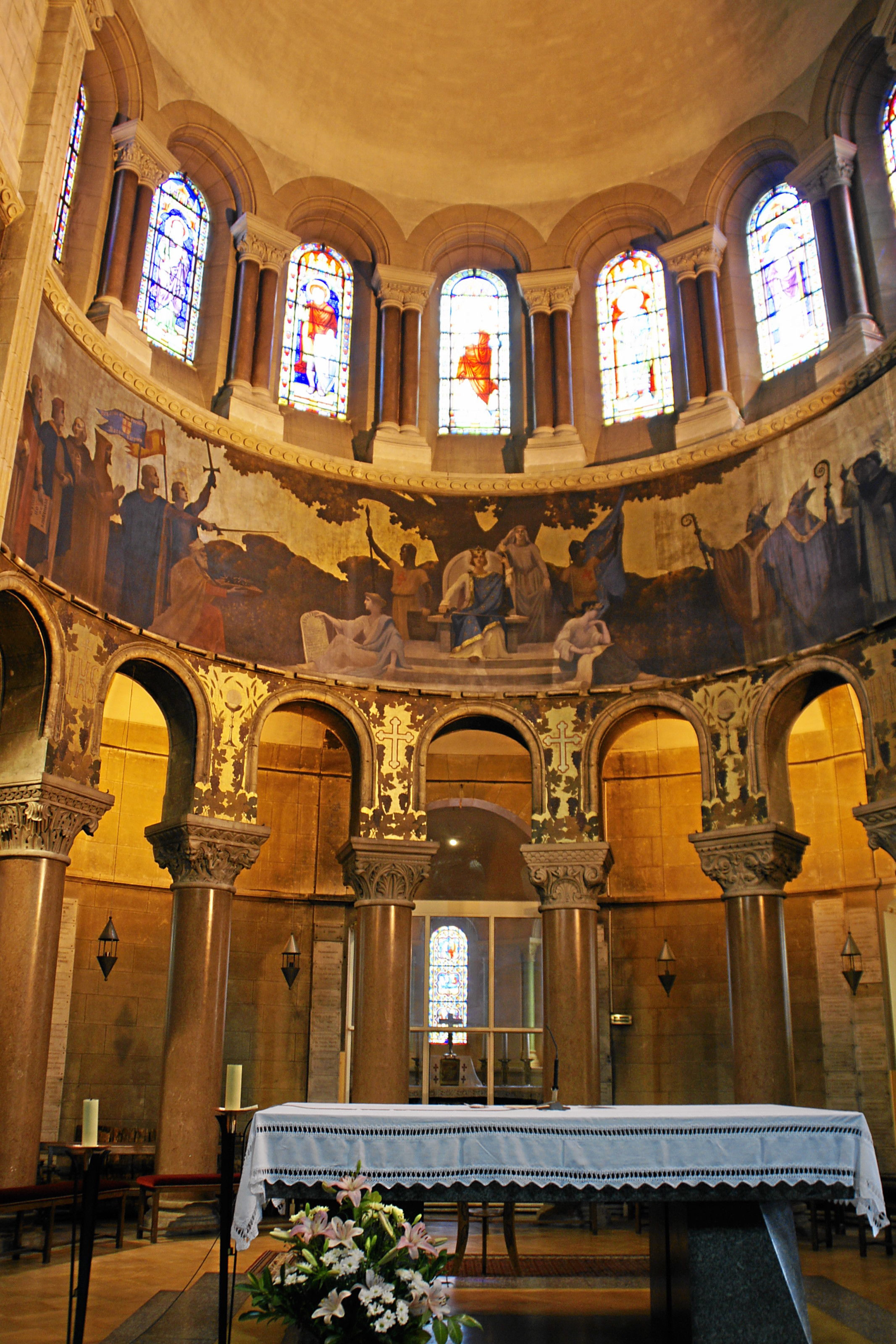
Il coro con la tela A gloria di san Luigi posta sotto le vetrate.

Nel 1914 i dipinti che decoravano l'interno della chiesa, anneriti nel corso degli anni, furono ripuliti salvo quattro aquile alla crociera del transetto.
Nell'agosto del 1915 la chiesa si arricchì di una tela di Alphonse Osbert intitolata Alla gloria di san Luigi; questa tela di 12 metri di lunghezza per 2 di altezza, è stata dipinta in cinque parti a Parigi prima di essere incollata al muro sotto le vetrate della chiesa. Essa rappresenta la vita di san Luigi in 23 personaggi.
Un organo Michel - Merklin & Kuhn a quattro tastiere fu installato nel 1943. Fermato nel 1986, fu rimpiazzato da un organo Aubertin a tre tastiere, inaugurato all'inizio del 1991.
Una nuova statua, San Luigi giovane, opera dello scultore Raymond Rivoire (1884-1966), fu installata e benedetta il 27 agosto 1944 dal nunzio apostolico Valerio Valeri.

### Durante la seconda guerra mondiale
Con l'instaurazione del Governo a Vichy nel luglio 1940 la chiesa divenne, per forza di cose, la «cattedrale dello Stato francese».
Così il 14 luglio, la domenica successiva al conferimento dei pieni poteri a Philippe Pétain, questi convocò l'intero governo e il corpo diplomatico a una messa nella chiesa di San Luigi.
Egli frequentò in seguito regolarmente la chiesa ove si celebravano certe manifestazioni nazionali come l'omaggio ai marinai caduti a Mers-el-Kébir o i funerali di Stato del generale Huntziger nel novembre 1941.
Una lapide nel coro rammenta il reverendo padre Victor Dillard, un gesuita soprannominato «l'uomo più coraggioso di Vichy» per la libertà di espressione delle sue omelie e morto durante la deportazione a Dachau il 15 gennaio 1945.

### Restauri del 2000
Negli anni 2011 e 2012, la copertura della chiesa è stata rinnovata.
La città ha intrapreso, nel 2013, i lavori di rinnovamento del sagrato della chiesa per valorizzarne il patrimonio. Le vie adiacenti (Santa Cecilia e Santa Barbara) sono state rinnovate e le toilette sotterranee eliminate per motivi di accessibilità. Il sagrato, da ora in poi accessibile anche agli handicappati, è decorato con alberi di tipo magnolia, arbusti e piante vivaci.

## Architettura

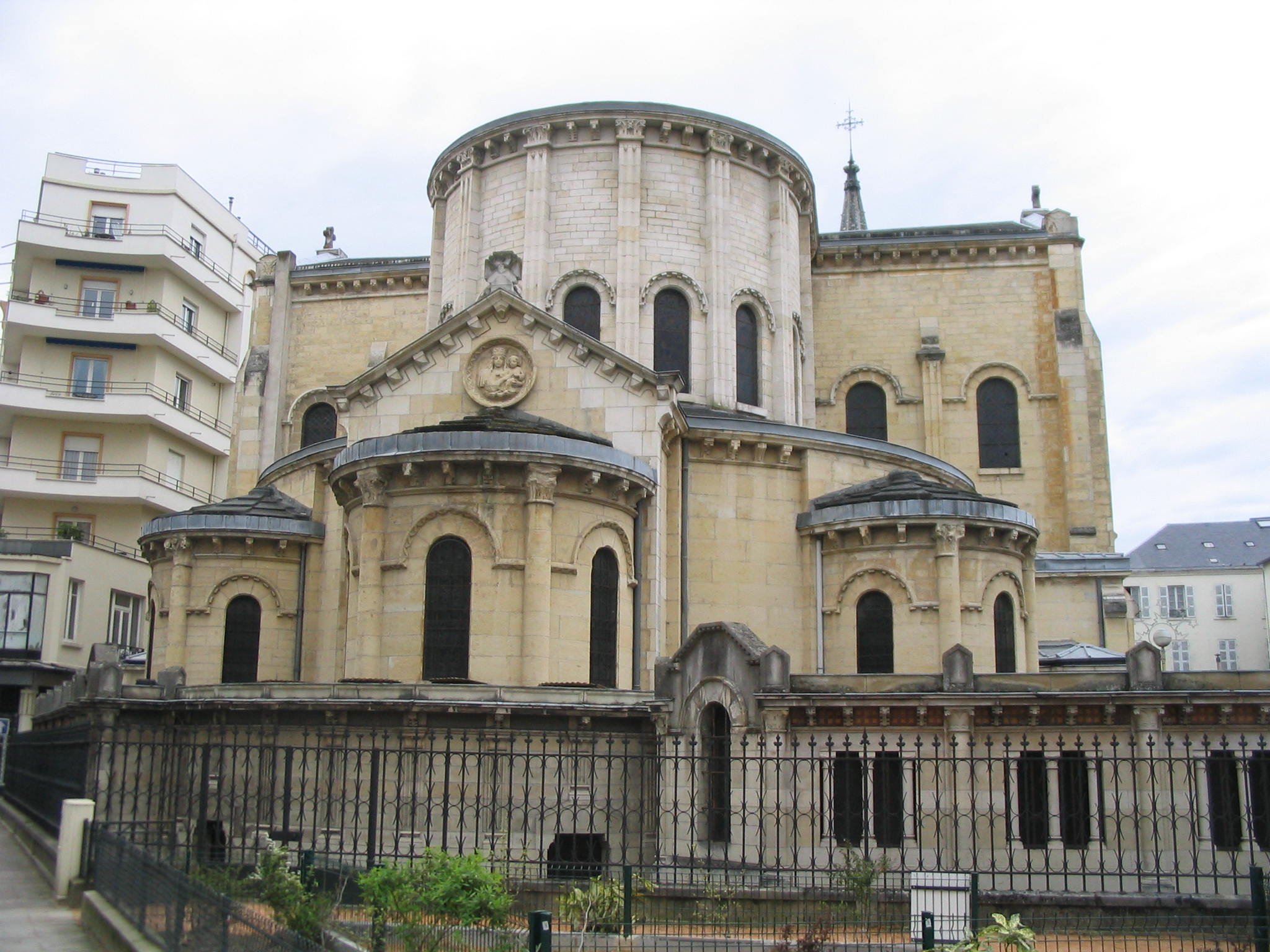
Parte posteriore della chiesa, dalla parte di avenue Président-Doumer

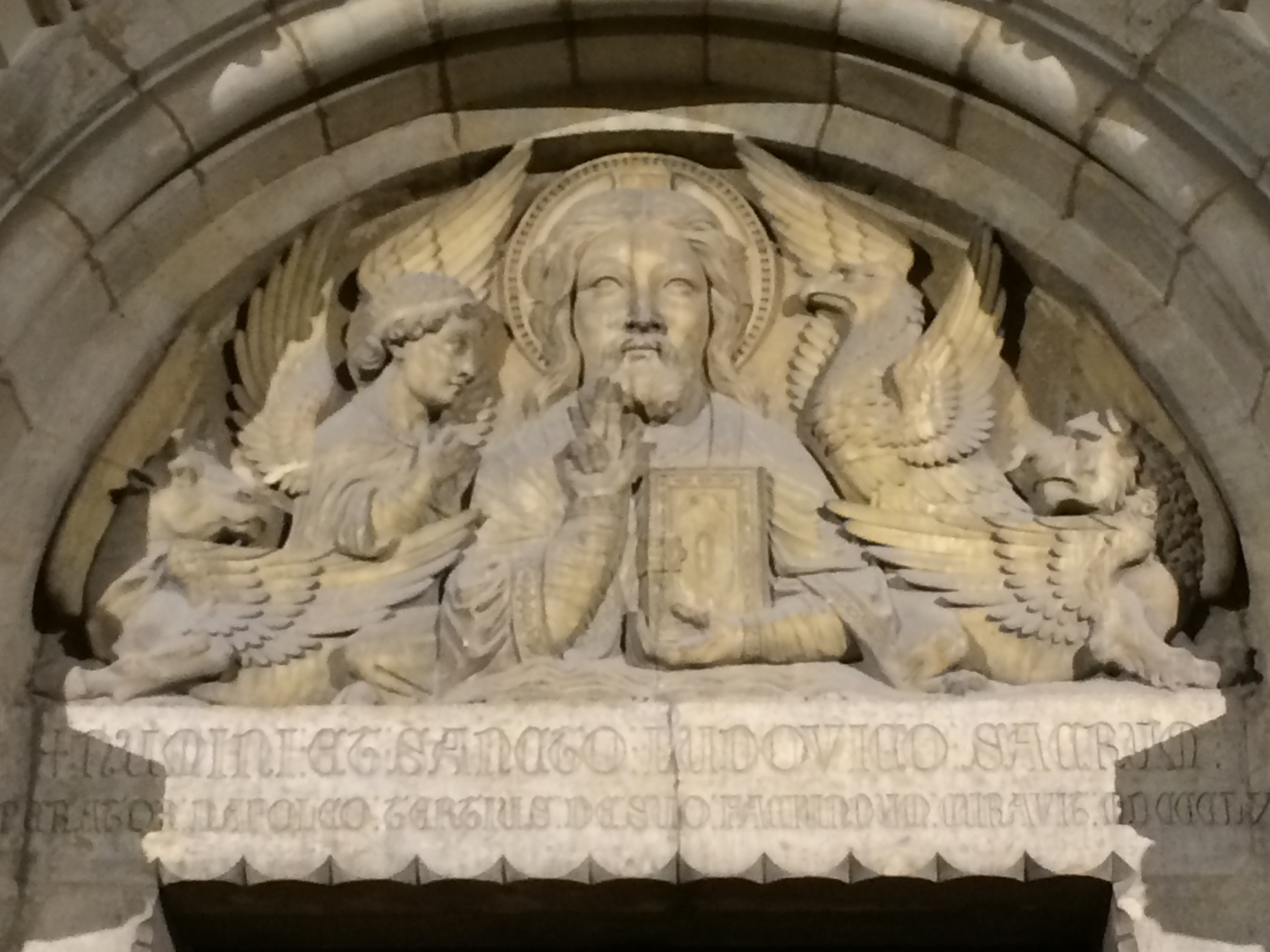
Il timpano con il Cristo circondato dai quattro evangelisti alati e simbolizzati.

La chiesa presenta una fattura molto classica con caratteristiche neoromaniche e gotiche, talvolta qualificate come "romanico composito"».
Si possono così trovare uno stile romanico borgognone o cluniacense per il nartece e le due torri quadrate e un romanico-alverniate con la ghimberga mosaicata e qualche tocco di arte gotica, principalmente con il rosone in dodici petali.
Il portico d'ingresso è sormontato da un timpano rappresentante il Cristo attorniato dai quattro evangelisti alati e stilizzati: a sinistra Matteo angelo e Luca toro e a destra Giovanni aquila e Marco leone. Proprio al di sotto, sull'architrave è incisa una frase in latino: "A Dio e a san Luigi, l'imperatore Napoleone III ha avuto cura di far edificare questa chiesa a proprie spese. 1864"
Nel 1949, per facilitare l'uscita dei fedeli dopo le funzioni, furono aggiunte due porte, ciascuna a fianco del portale principale.